# Gary Janak

Wappen von Gary Wayne Janak

Gary Wayne Janak (* 22. März 1962 in El Campo, Texas) ist ein US-amerikanischer römisch-katholischer Geistlicher und  Weihbischof in San Antonio.

## Leben
Gary Janak besuchte die Palacios High School und das Wharton Junior College. Von 1980 bis 1982 studierte Janak an der University of Texas at Austin und von 1982 bis 1983 am College of Santa Fe, wo er einen Bachelor im Fach Geschichtswissenschaft erwarb. Anschließend studierte er Philosophie und Katholische Theologie an der Oblate School of Theology in San Antonio. Janak empfing am 14. Mai 1988 das Sakrament der Priesterweihe für das Bistum Victoria in Texas.
Von 1988 bis 1990 war Gary Janak als Pfarrvikar der Kathedrale Our Lady of Victory in Victoria tätig, bevor er Seelsorger in der Pfarrei Our Lady of Lourdes in Victoria wurde. 1990 wurde er zudem Verantwortlicher für die Berufungspastoral und die Ausbildung der Ständigen Diakone im Bistum Victoria in Texas. Janak war von 1994 bis 2003 Pfarrer der Pfarrei Saint Joseph in Yoakum. Daneben setzte er seine Studien an der Katholischen Universität von Amerika in Washington, D.C. fort, die er 1995 mit einem Lizenziat im Fach Kanonisches Recht abschloss. Zudem erwarb er 1997 an der University of Houston-Victoria einen Master of Education im Fach Counseling. 2003 wurde Janak Pfarrer der Pfarrei Saint Philip the Apostle in El Campo und 2007 zusätzlich Dechant des Dekanats El Campo. Daneben war er von 2005 bis 2006 Pfarradministrator der Pfarreien Nativity of the Blessed Virgin Mary in Nada und St. John Nepomucene in New Taiton. 2012 wurde Gary Janak Diözesankanzler und 2013 zudem Rektor der Kathedrale Our Lady of Victory. Vom 27. April bis 29. Juni 2015 war er Diözesanadministrator des Bistums Victoria in Texas. Anschließend wurde Janak Generalvikar.
Außerdem wirkte Janak seit 1988 als Richter am Kirchengericht des Bistums Victoria in Texas und war seit 2007 Mitglied des Konsultorenkollegiums, des Priesterrats sowie des Priest Personnel Board. Ferner leitete er das Emmaus Counseling Center.
Am 15. Februar 2021 ernannte ihn Papst Franziskus zum Titularbischof von Dionysiana und zum Weihbischof in San Antonio. Der Erzbischof von San Antonio, Gustavo García-Siller MSpS, spendete ihm am 20. April desselben Jahres in der Kirche St. Mark the Evangelist in San Antonio die Bischofsweihe; Mitkonsekratoren waren der Bischof von Victoria in Texas, Brendan Cahill, und der Weihbischof in San Antonio, Michael Boulette.